# Groupe SEB
Groupe SEB — французская компания, производитель кухонной утвари и малой бытовой техники под брендами Tefal, Seb, Rowenta, Moulinex, Krups, Lagostina, All-Clad, WMF, Emsa, Supor и другими. Штаб-квартира расположена в коммуне Экюли, входящей в Лионскую метрополию.

## История
Компания была основана семьёй Лескюр. В 1857 году Антуан Лескюр открыл в Селонже (Бургундия) предприятие по изготовлению оцинкованных вёдер. В 1925 году потомки основателя, братья Жан, Фредерик и Анри Лескюр, основали компанию Société d’Emboutissage de Bourgogne (SEB, «Бургундское общество штамповки»). К этому времени семейное предприятие выпускало различную кухонную утварь. В 1953 году компания начала производство скороварок, которые быстро приобрели популярность, и начался период бурного роста SEB. В 1967 году компания начала выпуск фритюрниц, своего первого электроприбора. В 1968 году была поглощена компания Tefal. Следующим приобретением в 1972 году стала ещё одна французская фирма, Calor, производитель утюгов, обогревателей и фенов. В 1975 году компания, сократив своё название до SEB S.A., провела размещение акций на бирже, однако семья Лескюр сохранила за собой контрольный пакет. В 1976 году компанию возглавил Эммануэль Лескюр.
В 1988 году за 170 млн долларов была куплена немецкая компания Rowenta, производитель утюгов и другой бытовой техники. В 1990 году компанию впервые возглавил не член семьи Лескюр, Жак Жерар (Jacques Gairard). Под его руководством началось расширение географии деятельности, в частности, был открыт завод в Толука-де-Лердо (Мексика) для удешевления производства, за ним последовал завод в Санкт-Петербурге. В 1996 году был куплен китайский производитель утюгов Red Heart, также в КНР было создано совместное предприятие по производству бытовой техники. В 1997 году была куплена компания Arno, крупнейший в Бразилии производитель мелкой бытовой техники. В следующем году присутствие в Южной Америке было увеличено покупкой колумбийской компании Volmo.
В 2001 году была поглощена обанкротившаяся группа Moulinex-Krups, в прошлом основной конкурент на французском рынке. В 2004 году была приобретена компания All-Clad, она базировалась в Пенсильвании (США) и выпускала кухонную утварь. В 2005 году были куплены бразильская компания Panex и итальянская Lagostina. В 2007 году была куплена доля в китайской компании Supor, в следующие годы доля была увеличена до полного контроля. Основными приобретениями 2011 года были Imusa (Колумбия), Asia Fan (Вьетнам) и Maharaja Whiteline (Индия). Скандинавская компания OBH Nordica стала частью группы SEB в 2015 году. В 2016 году были куплены две компании из Германии, EMSA и WMF Group. В следующем году была приобретена швейцарская компания Swizzz Prozzz, производитель кухонных комбайнов. В 2018 году был приобретен издатель кулинарных веб-сайтов 750g International. Американский производитель кофемашин Wilbur Curtis был куплен в 2019 году, в 2022 году был куплен производитель автоматических соковыжималок Zummo, который базировался в Валенсии (Испания). В 2023 году были поглощены Forge Adour, Pacojet и La San Marco. В феврале 2024 года была завершена покупка французской группы Sofilac, выпускавшей полупрофессиональный кухонное оборудование под брендами Lacanche и Charvet.

## Собственники и руководство
Основным акционером остаётся семья Лескюр, ей по состоянию на 2024 год принадлежало 34 % акций и 40 % голосов. Другими крупными акционерами были Federactive SAS (7,17 %), Bpifrance (5,24 %), ISALT (4,74 %), Peugeot Invest SA (4,02 %).
- Тьерри де ла Тур д‘Артез (Thierry de La Tour d’Artaise, род. 27 октября 1954 года) — председатель совета директоров с мая 2000 года, в Groupe SEB с 1994 года. С 1980 года муж Бенедикт Лескюр, дочери Эммануэля Лескюра.
- Станислас де Грамон (Stanislas De Gramont, род. 21 февраля 1965 года) — генеральный директор с июля 2022 года, в группе с 2018 года, ранее карьера проходила в Danone.

## Деятельность

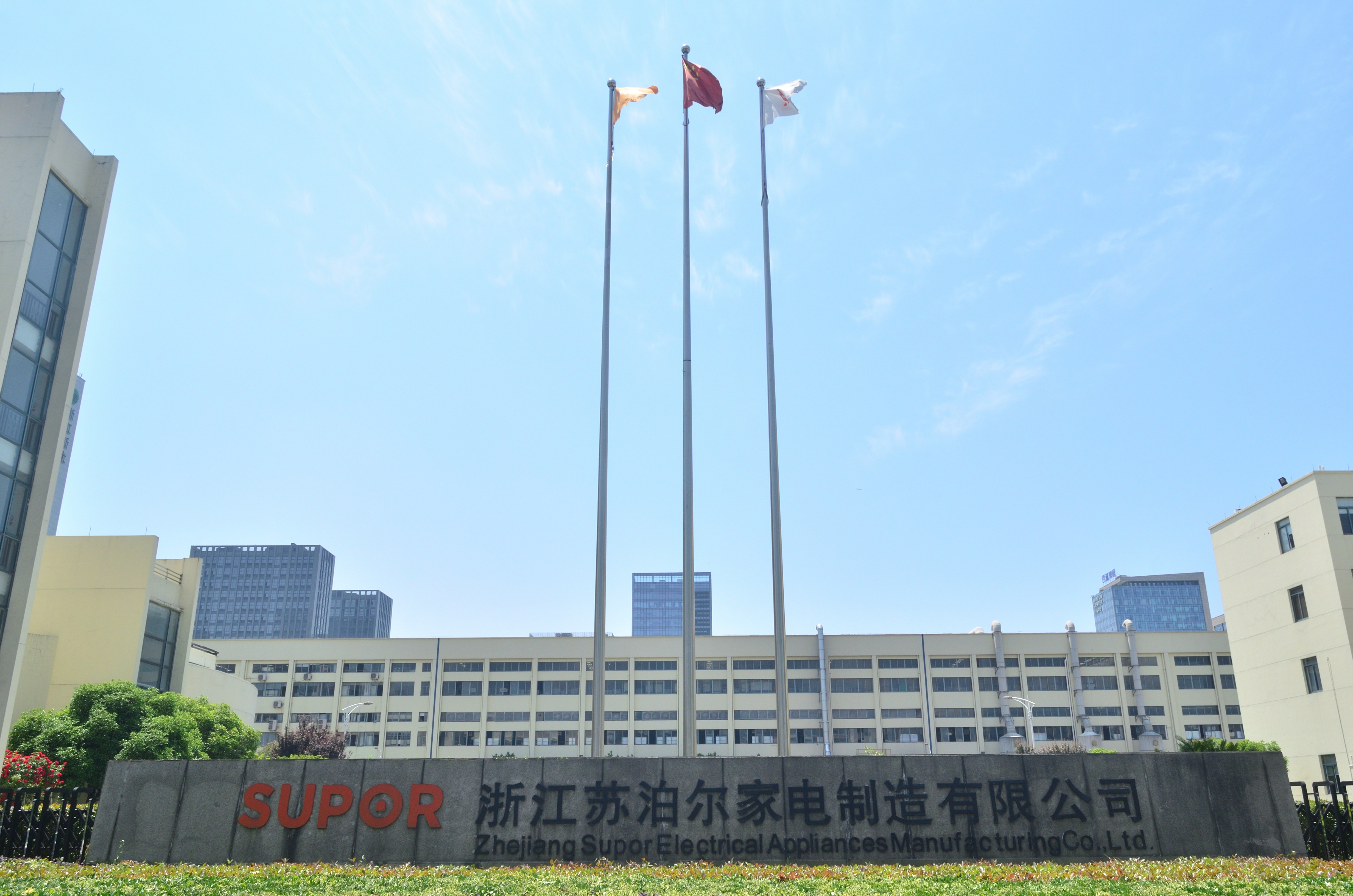
Фабрика Supor в Ханчжоу

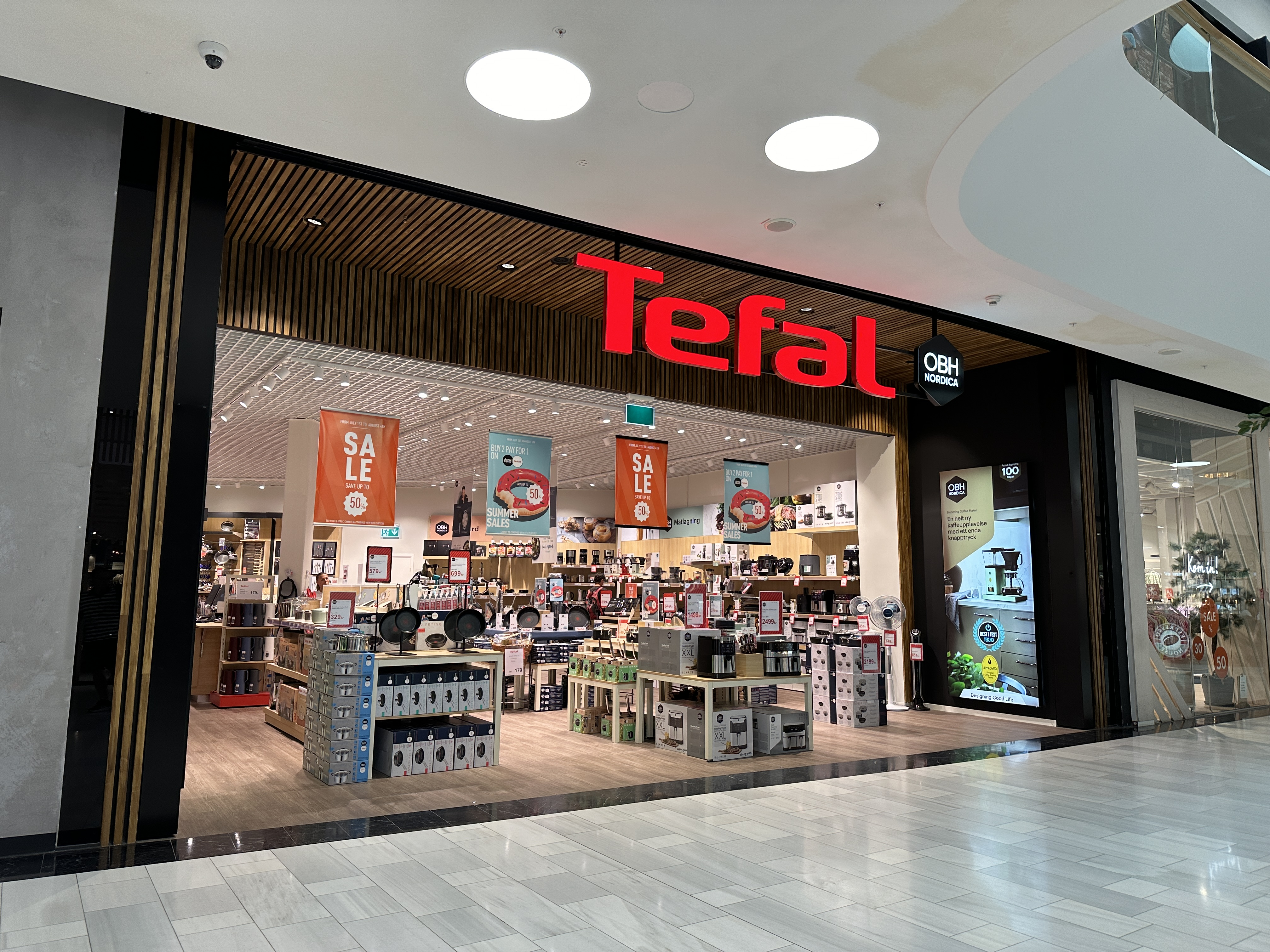
Брендовый магазин Tefal в Стокгольме

Портфолио брендов включает международные (Tefal, Moulinex, Krups и Rowenta), региональные (Supor в Китае, Arno в Бразилии, Imusa и Samurai в Колумбии, Seb и Calor во Франции) и премиум-бренды (WMF, Lagostina, All-Clad и Silit).
Выручка группы за 2023 год составила 8 млрд евро, её распределение по регионам: Западная Европа — 36 %, остальная Европа, Ближний Восток и Африка — 14 %, Северная Америка — 12 %, Южная Америка — 4 %, Китай — 27 %, остальная Азия — 7 %.
Основные категории продукции:
- кухонная утварь — скороварки, кухонные весы, контейнеры для хранения, кастрюли, формы для выпечки, сковороды из алюминия, керамики и стали, столовые приборы;
- электробытовая техника — различные типы кофеварок, электрочайники, вафельницы, миксеры, блендеры, фритюрницы, тостеры, соковыжималки, мультиварки, рисоварки, встроенная кухонная техника;
- товары для дома и личной гигиены — утюги, пылесосы, пароочистители, фены, очистители воздуха, бытовые весы, машинки для стрижки, депиляторы.

Группе принадлежит 41 завод в 14 странах, которые производят 61 % продукции, в том числе заводы в Азии (КНР, Вьетнам, Индия) — 32 %, в Европе (Франция, Германия, Италия, Чехия, Швейцария, Россия, Египет) — 23 %, в Америке (США, Бразилия, Колумбия) — 6 %; остальное выпускают контрактные производители.
Основным каналом сбыта являются сети специализированных магазинов электротоваров, а также сети супермаркетов и хозяйственных магазинов. Около 7 % продаж приходится на собственную розничную сеть из 1200 магазинов. На платформы электронной коммерции и собственные веб-сайты приходится около 40 % продаж, этот тип торговли особенно распространён в Китае и США.
Группа использует различные способы продвижения своих товаров. Около 70 % расходов на рекламу в 2023 году приходилось на цифровые каналы (оптимизация результатов поиска в Интернете, целевая реклама, реклама в социальных сетях). У группы более 13 тыс. инфлюэнсеров и послов брендов. Группа производит и спонсорирует кулинарные шоу и другие видеоматериалы.